# چارلز کاتس
چارلز کاتس (به انگلیسی: Charles Cutts) سناتور سابق عضو حزب دموکرات-جمهوری‌خواه بود. وی در سال ۱۸۱۰ تا ۱۸۱۳ میلادی سناتور ایالت نیوهمپشایر در سنای ایالات متحده آمریکا بود.